# De Worp (Drimmelen)
De Worp is een natuurgebied ten westen van Drimmelen. Het gebied meet 13 ha en is eigendom van Staatsbosbeheer.
In het laaggelegen gebied lag veengrond en er werd vroeger turf gestoken. Hierdoor ontstonden kreken. De oevers ervan bestaan uit wilgenstruweel en rietland, waar tal van vogels nestelen. Later werd er griend aangeplant, evenals populieren. Langs natuurlijke weg ontstond een elzenbroekbos. Ook zijn er enkele soortenrijke graslandjes, pluimzegge en moerasmelkdistel in het gebied te vinden. Tevens is de waterspitsmuis gesignaleerd, die veel voorkomt in de nabijgelegen Biesbosch.
Langs het gebied lopen enkele wandel- en fietsroutes, terwijl vanuit het Biesbosch Bezoekerscentrum Drimmelen een wandelroute door De Worp is uitgezet.